# Fara Filiorum Petri
Fara Filiorum Petri es una ciudad de unos 2.000 habitantes en la provincia de Chieti.

## Geografía
Situado en el corazón de los Abruzos, a las puertas del parque nacional de la Majella, inmerso en el verde de las colinas y rodeado por el río Foro, Fara Filiorum Petri es un pueblecillo de origen longobardo. Hay una importante industria de pasta.
La altitud de 227 m.(aunque se alcanzan los 300 m. en la zona de Colli) la sitúa en la base de la Majella, una de las montañas más altas de los Apeninos. La presencia del parque natural y de las infraestructuras de esquí contribuyen al desarrollo turístico.
Los mayores cultivos son la vid, olivos, frutos y todo tipo de productos agrícolas.

## Historia
La particular posición en las rocas del centro urbano permite intuir sus orígenes antiguos, que se remontan a la Edad Media. Los longobardos fundaron el primer núcleo, por lo que escogieron un promontorio fácilmente defendible, cercano a un río.
Alrededor del siglo XI la influencia de los monjes benedictinos del monasterio de Montecassino empezó a hacerse notar. En el siglo XIV pasará a depender del Condado de Manoppello dirigido por los Orsini, a pesar de que seguía notándose la influencia benedictina. A partir del siglo XVI, debido a las guerras franco-españolas, Fara pasó de manos de los Orsini a las de los Colonna por órdenes del Rey de España. Durante este periodo Fara recibió más de 100 reliquias de santos, reliquias que aún se conservan en la iglesia de San Salvador. En el siglo XIX con la caída de los Colonna (gracias a Garibaldi) acabó el feudalismo en Fara.

## Evolución demográfica
| Gráfica de evolución demográfica de Fara Filiorum Petri entre 1861 y 2001 |
|                                                                           |
| Fuente ISTAT - elaboración gráfica de Wikipedia                           |

- Datos: Q51218
- Multimedia: Fara Filiorum Petri / Q51218

1. ↑  Worldpostalcodes.org, código postal n.º 66010.
2. ↑  «Codici Catastali». Comuni-italiani.it (en italiano). Consultado el 29 de abril de 2017.